# CD Tenerife Femenino
Die Club Deportivo Tenerife Femenino (auch unter dem Sponsornamen Club Deportivo Tenerife Femenino Costa Adeje bekannt) ist ein spanischer Frauenfußballverein aus Santa Cruz de Tenerife auf der Kanareninsel Teneriffa. Der Klub wurde im Jahr 2013 als Unión Deportiva Granadilla Tenerife in Granadilla de Abona gegründet und spielt seit der Saison 2015/16 in der Primera División, der höchsten spanischen Liga.

## Geschichte

### UD Tenerife
Der Klub wurde im Jahr 2013 als Unión Deportiva Granadilla Tenerife in Granadilla de Abona gegründet und startete in ihrer ersten Saison 2013/14 in der Segunda División, der zweiten spanischen Liga, in der Gruppe VI. Bereits ihre erste Spielzeit beendete die Mannschaft auf Platz eins im Grunddurchgang. Im Play-off um den Aufstieg in die Primera División scheiterte UDG Tenerife erst in der letzten Runde an Fundación Albacete. In der Saison 2014/15 qualifizierte sich die erste Mannschaft als bester Gruppenzweiter des Grunddurchganges erneut für das Aufstiegs Play-off. Diesmal erreichte der Klub durch Siege gegen FC Levante Las Planas und Betis Sevilla den ersehnten Aufstieg in die höchste Spielklasse.
In der Primera División etablierte sich UDG Tenerife gleich zu Beginn im vorderen Mittelfeld. Bereits in der ersten Saison gelang Platz sieben in der Abschlusstabelle. Damit qualifizierte sich die Mannschaft auch für den Pokal, wo man im Viertelfinale scheiterte. Die bislang besten Platzierungen erreichte die erste Mannschaft in den Saisons 2017/18 und 2018/19, als man die Meisterschaft jeweils auf dem vierten Rang beendete. Zudem gelang 2017 und 2018 der Einzug ins Halbfinale des nationalen Pokals.
Im Sommer 2023 übersiedelte der Klub von Granadilla de Abona ins unweit gelegene Adeje und benannte sich in Unión Deportiva Tenerife um.

### Abkommen mit CD Teneriffa
Im Juni 2025 schlossen der Frauenfußballverein UD Tenerife und CD Teneriffa, der größte Fußballklub der Insel, ein bis 2032 laufendes Abkommen, wonach erstere fortan unter dem Namen CD Tenerife Femenino spielen und das Logo sowie die Vereinsfarben von CD Teneriffa verwenden werden. Zudem soll fortan das 22.824 Zuschauer fassende Estadio Heliodoro Rodríguez López als Heimstätte dienen. Letztere Bedingung war für den Frauenfußballklub von großer Bedeutung, nicht nur weil das Stadion wesentlich mehr Zuschauer fasst, sondern auch weil die Liga F ab der Spielzeit 2025/26 die Verwendung von Natur- oder Hybridrasen als Spielfläche vorschreibt. Bei dem Abkommen handelt es sich jedoch nicht um eine Fusion, CD Tenerife Femenino bleibt demnach ein unabhängiger Klub.